# اووه اولسون
اووه اولسون (سوئدی: Owe Ohlsson؛ زادهٔ ۱۹ اوت ۱۹۳۸) بازیکن و مربی فوتبال اهل سوئد بود.
از باشگاه‌هایی که در آن بازی کرده‌است می‌توان به باشگاه فوتبال گوتبورگ و باشگاه فوتبال ای‌آی‌کی اشاره کرد.
وی همچنین در تیم‌های ملی فوتبال زیر ۲۱ سال سوئد و سوئد بازی کرده‌است.